# Zoticus fitzroyi
Zoticus fitzroyi là một loài ruồi trong họ Asilidae. Zoticus fitzroyi được Artigas miêu tả năm 1974. Loài này phân bố ở vùng Tân nhiệt đới.